# 唐松神社
唐松神社（からまつじんじゃ）は、秋田県大仙市協和にある神社である。女性の生涯を守る「女一代守神」であり、縁結び、子宝、安産の神として「境の唐松さま」とも呼ばれ親しまれている。
小野寺氏や佐竹氏の崇敬社であり、唐松講で全県に知られていたが、中世より地元の豪族の後ろ盾を持たず、近世末期はもっぱら個人の努力によって崇拝者を集めた。
平安時代後期、神仏習合の唐松山光雲寺となり、定朝作の不空羂索観音像坐像も祀られて、江戸時代には秋田六郡三十三観音霊場の18番札所に数えられた。
神仏分離の際に愛宕神社と唐松神社の二社に分社され、当初は物部氏の邸内神社とされたが後に郷社となった。
平安時代を起源とする蛇頭神楽が大仙市指定無形文化財、室町時代のものとされる奥殿と木造獅子頭が秋田県指定有形文化財、江戸時代に植林された参道のスギ並木が秋田県指定天然記念物である。
なお、本項では唐松山天日宮（からまつさんあまつひのみや）についても記述する。

## 由緒
宮司を務める秋田物部氏に伝わる偽書である「物部文書」の1つ（「韓服宮 物部氏記録」以下「韓服宮記録」）には、物部守屋の一子、那加世（なかよ）が一族滅亡の後に捕鳥男速（ととりのおはや）にかくまわれ大和から東奥（現在の東北地方）へ落ち延びたが、逆合（現在の秋田県大仙市協和町境）で櫃が動かなくなって立ち往生してしまい、老人に土地のいわれをたずねたところ息長帯姫命（おきながたらしひめのみこと、神功皇后）を祭る韓服林（からまつばやし）という場所であると教えられ、社殿を修復したとされる。しかし別の「物部文書」の1つである「物部家系図」では、物部氏が逆合に定着したのは982年（天元5年）物部長文の代であり、同年に天地創成の神や天神地祇を、996年（長徳2年）に氏神である火結神（迦具土神）を祭ったとしている。

## 名の由来
韓服宮（からまつのみや）という名は神功皇后の三韓征伐で「韓国（からくに）を征服したこと」を讃えて膽咋連が社を建立した故事に由来する。韓服神社（からまつじんじゃ）が現在の唐松神社の名で記録されるようになるのは1509年（永正6年）以降である。なお膽咋連は三韓征伐の際、懐妊中の神功皇后に腹帯を献上し後に下賜され、これが秋田物部氏に伝わり神宝とされたといわれる。

## 唐松山光雲寺の成立
「物部文書」の「物部家系図」には、八幡太郎義家が前九年の役で安倍氏の残党を追っていたが、神社の近くで馬が田にはまり、逆に討ち取られそうになったところ1人の勇士に助けられた。勇士の正体が神社の祭神・愛子神（迦具土神）の化身であることが分かり、義家はこの恩に報いて神社を修復した上、神田72町歩を寄進したという話が伝わっている。この修復については1063年（康平癸卯6年）に行われたと記録する神社棟札も現存していることから、義家が参拝したいう伝説も事実と考えられる。また義家は前九年の役で戦功のあった物部長頼の父（あるいは兄）の長秀を修験として唐松山光雲寺明寿の号を贈り、このとき神仏習合の唐松山光雲寺となった。その後、義家は後三年の役の戦勝を当社に祈願し勝利したことから、1087年（寛治元年）より山北地方（仙北地方）を霞（かすみ、「掠」とも）として与え、蛇頭神楽の巡業を許可したと伝えられ、これが唐松神社蛇頭神楽の始まりとされる。現在唐松神社には3つの獅子頭が保存されており、うち室町期の木造獅子頭は県指定有形文化財になっている。
1680年（延宝8年）、秋田藩主佐竹義処が行った修復の際に唐松岳から現在の鎮座地へ拝殿が移された。この移転にまつわり、義処が神社の前を通る際は馬から降りなければならないとする下馬札を無視し騎乗したまま通過したため神罰に触れて落馬し、怒った義処が社殿を窪地へ移転させ本堂を格子のついた覆堂に閉じ込めてしまったが、再び神罰に触れて落馬し、加えて病を得たため、低地へ移動した社殿を拝殿とし、山の本堂を整備し直したとする伝説が残っている。しかし万治から延宝にかけて藩主導で羽州街道沿いに宿場町を整備するために、周辺に住む農民を強制的に集住させたという記録が残っているため、実際はこの整備に伴う移転であったと考えられる。
延宝8年の棟札には
草創従四位上出羽陸奥守八幡太郎源義家朝臣

卍奉修復出羽国仙北郡境庄唐松山光雲寺愛宕勝軍地蔵権現社一宇

延宝庚申八月八日吉日祥日四位下侍従兼右京大夫佐竹冠者源義処朝臣
と記されている。
参道の杉並木はこの時に植樹されたものであるといわれ、現在秋田県の天然記念物に指定されている。
1870年（明治3年）、神仏分離令により光雲寺は廃寺され、愛宕神社（唐松岳）は郷社となるが、1878年（明治11年）、愛宕神社は氏神へ変更、唐松神社が郷社に列せられた。

## 菅江真澄による記録
菅江真澄の『月の出羽路 仙北郡一』にも唐松権現社（本文中では韓松社とも）についての記述があり、神社の起こりについて真澄は、播磨国の韓松山（からまつやま）に比咩神社（ひめがみのみやしろ）という神社があることや、『播磨国風土記』に播磨（針間）の名の起源に息長帯日売命が関連すること上げて、古い時代に播磨国あたりから遷し祀ったのではないかと推測している。また久姫の逸話（後述）から、遠くの国から祈ってもご利益がある出羽一の産霊神（うむすびのかみ）と記している。また那珂通博の『六郡歳時記』を引き、安産の神として六郡外からも参拝者が訪れること、別当修験寺が光雲寺であることなどを述べる。そして那珂通博は唐松権現祭を4月8日としているが、本式神事が行われるのは9月24日であるとし、その日付が神社の北にある地元の人たちが「愛宕山」と呼ぶ愛護権現（あたごごんげん）の山に、現存はしないものの大変古い社があり、かつて地主の神（ぢしゅのかみ、土地の守護神）として迦具土神の神社と、韓松姫御神の本宮摂社（もとみやつえだがみ）が同じ場所あるいは相殿で祀られていたものが、現在（真澄が訪れた当時）の場所に遷宮したことに由来するとしている。唐松権現が鎮座している場所も、さほど古いものではなく2～3回遷座しているとしている。迦具土神と神功皇后が合祀されている理由については、ある縁起に三韓征伐に出征する神功皇后の船を守護した栄術太郎（えいじのたろう）が迦具土神の化身だったことに由来すると伝わる異聞を紹介している。
唐松という地名の謂れについては、神社の西北に大変古い時代「黄金松（こがねまつ）」と呼ばれた「唐松」という地名があるが、そこから起こったものか、海松（かいしょう）、朝鮮松（ちょうせんまつ）などが、俗に「唐松」と言われるので、それが山に生えていたからそう名付けたのか、詳しいことはよく分からないとしている。

## 唐松講
宝永に入り秋月藩黒田家に嫁いだ義処の息女久姫が難産に苦しんだ。久姫は出羽国の山北にある「から松の姫神」はお祈りすれば大変なご利益があると聞いているので、その神様に祈祷してこの苦しみから救って欲しいと言い、近くに仕える男女が身を清めて出羽の国の方へ向かって安産を祈願したところ無事男子を出産した。後に久姫は獅子頭を神社へ奉納したといわれる。義処は本社を藩内で唯一の「女一代守神」に指定し、義処の側室や側仕えの女性たちは授子安産を願って唐松講（八日講）を結成したとされる。唐松講は秋田にとどまらず全国に広がり大正15年ころには講中は3万5千戸を数えるほどになり、戦前まで続けられた。

## 祭神
息長帯姫命、迦具土神、豊宇気姫命、高皇魂命、神皇魂命

## 境内社
- 唐松山権現社
- 稲荷神社
- 山神社
- 水神社
- 手の神さま
- 八幡神社

## 唐松山天日宮
唐松神社に隣接する物部家邸宅の庭園内に位置する物部家ゆかりの神を祭る神社。佐竹義処の唐松神社の移転の際に唐松山光雲寺を別当として現在の場所に建てられたが、神仏分離令により郷社、後に氏神とされ秋田物部氏の邸内祭神となった。現在の社殿は1914年（大正3年）に再建された剥面神明造りで、かつて大和の地に建立されたものを再現したものといわれる。石垣は講中や崇拝者から奉納された天然石数10万個を積み上げて造られたもので、庭園は1932年（昭和7年）に完成した。

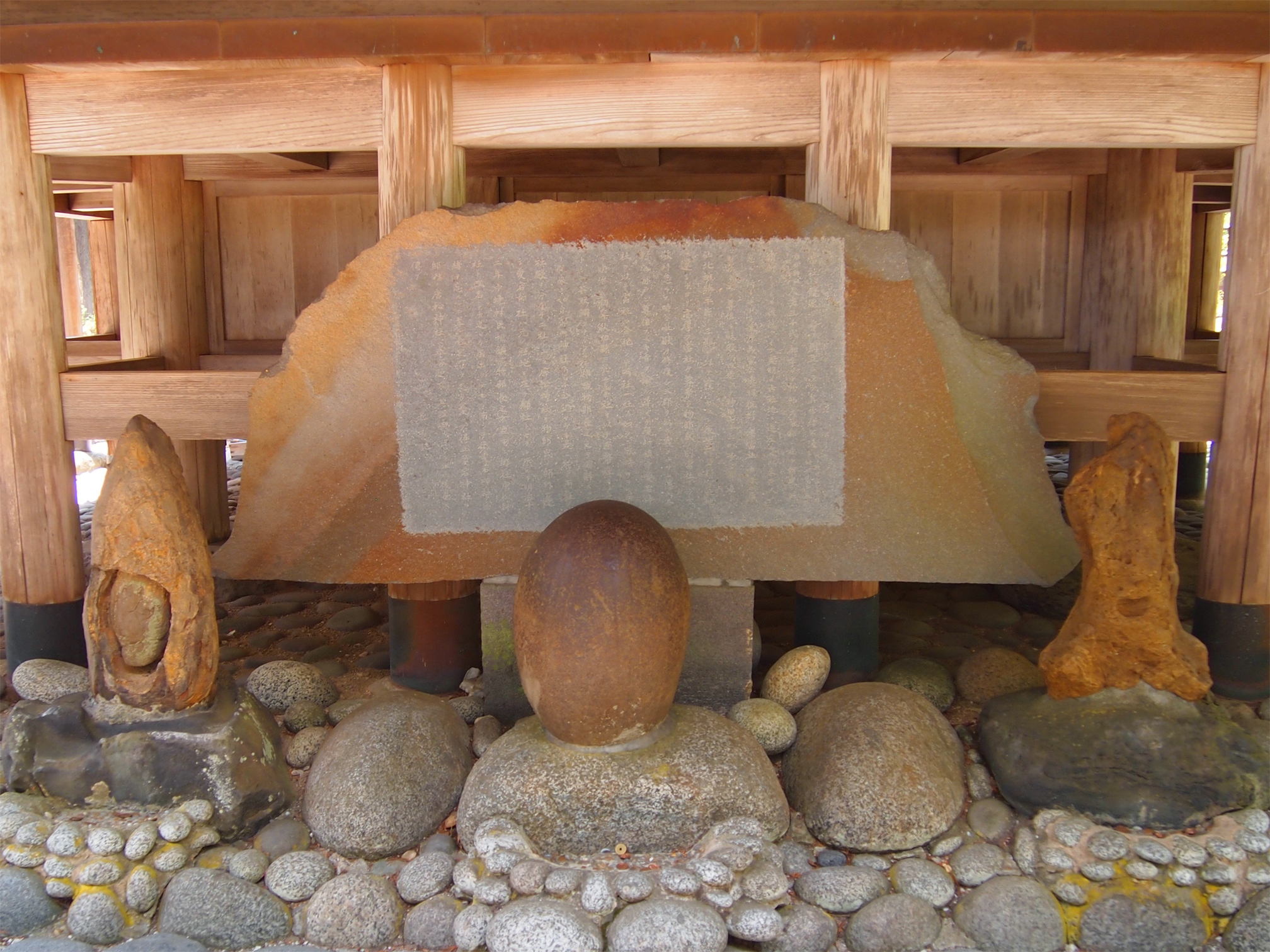
唐松山天日宮裏手にある抱き石と由緒を刻した石碑。左から抱石男石、玉鉾石、女石。

社殿の裏側には子を授かる「抱石男石」、縁結びと安産をかなえる「玉鉾石」、子宝に恵まれる「女石（「子宝の石」とも）」の3体の抱石があり、御神体に直接お参りすることができる。お参りするときには願い事を唱えながら男性は右回りに進んで玉鉾石を、女性は左回りに進んで抱石男石と玉鉾石を触るという手順を3回繰り返す。

## 年表
- 神話時代：饒速日命、鳥見山に天降る。日殿山（唐松岳）に社殿を建立。後に（神武天皇）へ帰順。
- 神功皇后元年：神功皇后新羅征伐。物部膽咋連と共に唐松林に社殿を造営。
- 585年（敏達天皇23年）：物部氏滅亡。
- 587年（用明天皇2年）：守屋一子那加世、逆合へ逃れる。日殿山の社殿を修復。
- 982年（天元5年）：物部長文、八沢木（現在の秋田県横手市大森町八沢木）から唐松林へ移り、唐松神社を建立。
- 1062年（康平5年）：前九年の役終わる。源義家、唐松神社に72町歩の田を寄進、日殿山の社殿を再建。
- 年不詳：物部氏、戦乱を逃れて荒川字徳瀬の寺屋敷へ居を移す[25]。
- 1660年ごろ（万治年間）：物部宥昌、荒川字徳瀬から境へ移入。別当堅勝院を建立[41]。
- 1679年（延宝7年）：参道のスギ並木が植林される。
- 1680年（延宝8年）：佐竹義処、唐松山光雲寺愛宕勝軍地蔵権現社（唐松神社）修復[note 9]。根田十郎兵衛、唐松山御堂本社建立。
- 1682年（天和2年）：小野崎作兵衛、唐松山御堂本社の拝殿を建立。
- 1683年（天和3年）：境村孫右衛門、ニの鳥居を建立。
- 1699年（元禄1年）：橋本円右衛門、三の鳥居を建立。
- 1697年（元禄10年）：岩姫（佐竹義処息女）、一の鳥居を建立。境村仁兵衛、御手洗堂を建立。
- 1698年（元禄11年）：岩姫、一の鳥居を建立。
- 1708年（宝永5年）：境町惣百姓氏子、幣殿建替え（祭礼8月16日）。
- 1711年（宝永8年）：4月に在所と久保田矢橋毘沙門堂でそれぞれ7日間御開帳。本堂、拝殿、神楽堂、鐘楼、神明堂。鳥居建替え。
- 1711年（正徳1年）：鐘堂、別当賢照院建替え。
- 1721年（享保6年）：光雲寺火災により宝器、記録などを焼失。
- 1751年（宝暦1年）：4月に在所と久保田矢橋帰命寺、横手山崎庚申堂でそれぞれ7日間御開帳。宝永8年と同様に6カ所を修復。
- 1762年（宝暦12年）：仙北郡境村唐松山権現堂、老朽化と前年の大風と当年の大雪により屋根が破損、惣縁も廃れる。また氏子たちも困窮していたため、在所で5日、久保田、角館、能代でそれぞれ7日、阿仁銀山で5日の御開帳免許を願い出る。
- 1782年（明和4年）：年2回の祭礼前後に限り、仙北、平鹿、雄勝の三郡81ヶ所に獅子舞回郷することを許される。
- 1782年（天明2年）：天照皇太神宮建立。
- 1801年（享和1年）：唐松山別当賢勝院が寺号光雲寺を許される。
- 1808年（文化5年）：吉野山梅本坊より賢勝院補任。
- 1816年（文化13年）：肝煎伊兵衛ら、唐松山大権現御休一宇を建立。
- 1825年（文政8年）：光雲寺良松、寺号を許容される。後任は明寿坊良策。
- 1839年（天保10年）：『掠澄文』によると、小貫佐渡、松野茂右衛門、光雲寺に年2回の祭礼前後以外の掠廻郷を無理に行うことを止めさせる。
- 1846年（弘化3年）：半道村、心像村を巡って、光雲寺と鈴木丹後の間に確執が生じたため、隔年で下掠を行う。
- 1868年（慶応4年）：戊辰戦争により光雲寺焼失。
- 1870年（明治3年）：神仏分離により光雲寺廃寺。愛宕神社（唐松岳）郷社となる。
- 1878年（明治11年）：唐松神社は郷社、愛宕神社は氏神に変更される。
- 1895年（明治28年）：物部家、社務所失火により焼失。
- 1901年（明治34年）：光雲舎竣工。
- 1914年（大正3年）：天日宮竣工。
- 1932年（昭和7年）：天日宮の庭園完成。
- 1949年（昭和24年）：宗教法人令公布により、唐松神社、唐松山天日宮が法人登記される。

『秋田「物部文書」伝承』年表と「江戸時代の唐松山光雲寺」年表を参照し、年表に記載の無い分については本文中の記述より補った。なお、年代が前後して明らかに誤りである部分は訂正したが、「一の鳥居の建立」のように二重記載が疑われる部分や固有名詞の表記の揺れなどは正誤不明のため、ママ記述した。

## 文化財
- 唐松神社奥殿（秋田県指定有形文化財(建造物)）北緯39度36分36.2秒 東経140度19分11.5秒 / 北緯39.610056度 東経140.319861度 1973年（昭和48年）12月11日指定。
- 木造獅子頭 （秋田県指定有形文化財(彫刻)）室町時代の作[44]。伝小野寺氏奉納[45]。1975年（昭和50年）4月10日指定。
- 唐松神社のスギ並木 (秋田県指定天然記念物) 1973年（昭和48年）12月11日指定。
- 唐松蛇頭神楽（大仙市指定無形文化財（民俗芸能）)  1993年（平成5年）4月2日指定。

## 交通
JR羽後境駅から徒歩15分

## ギャラリー

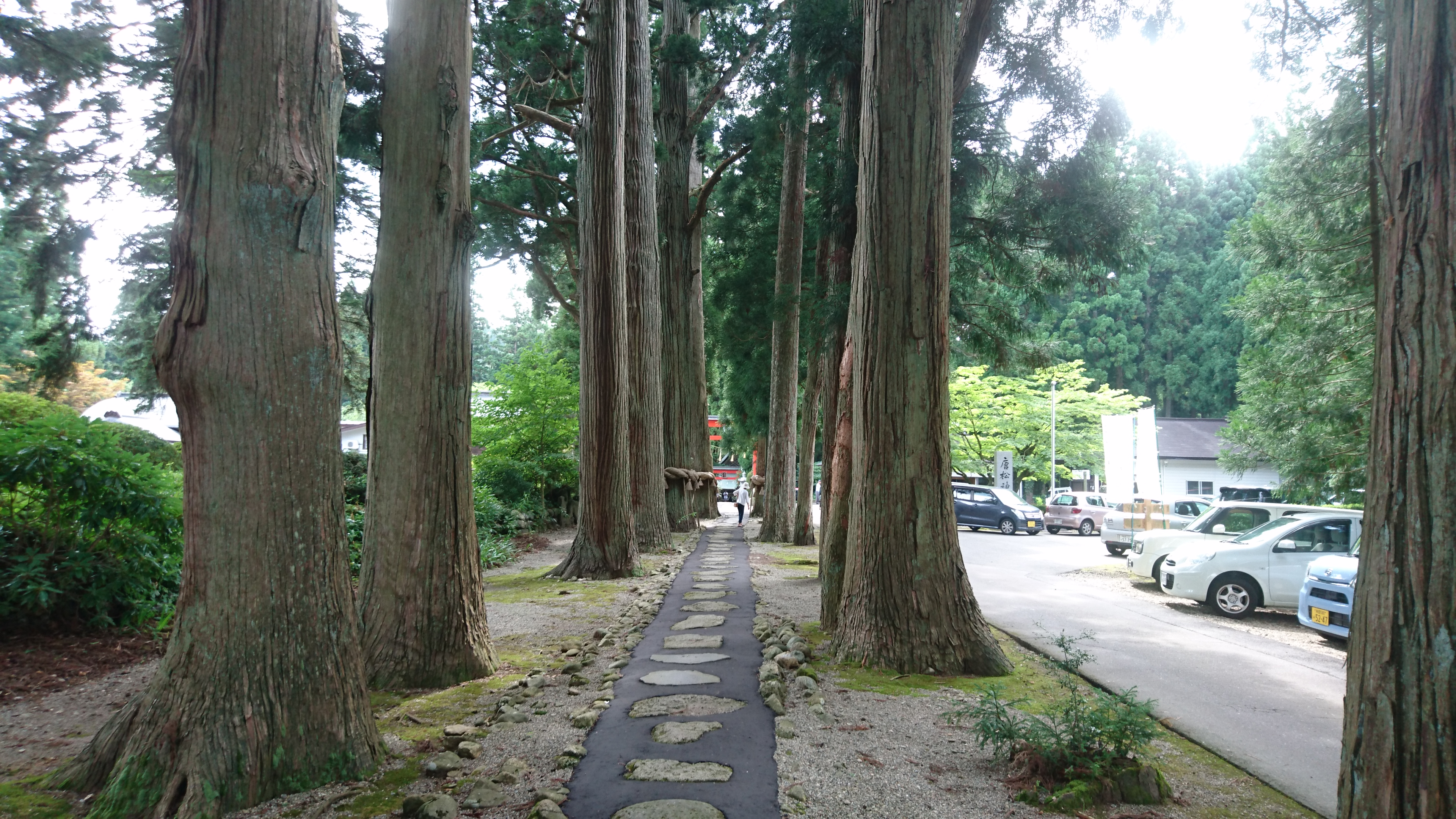
唐松神社のスギ並木
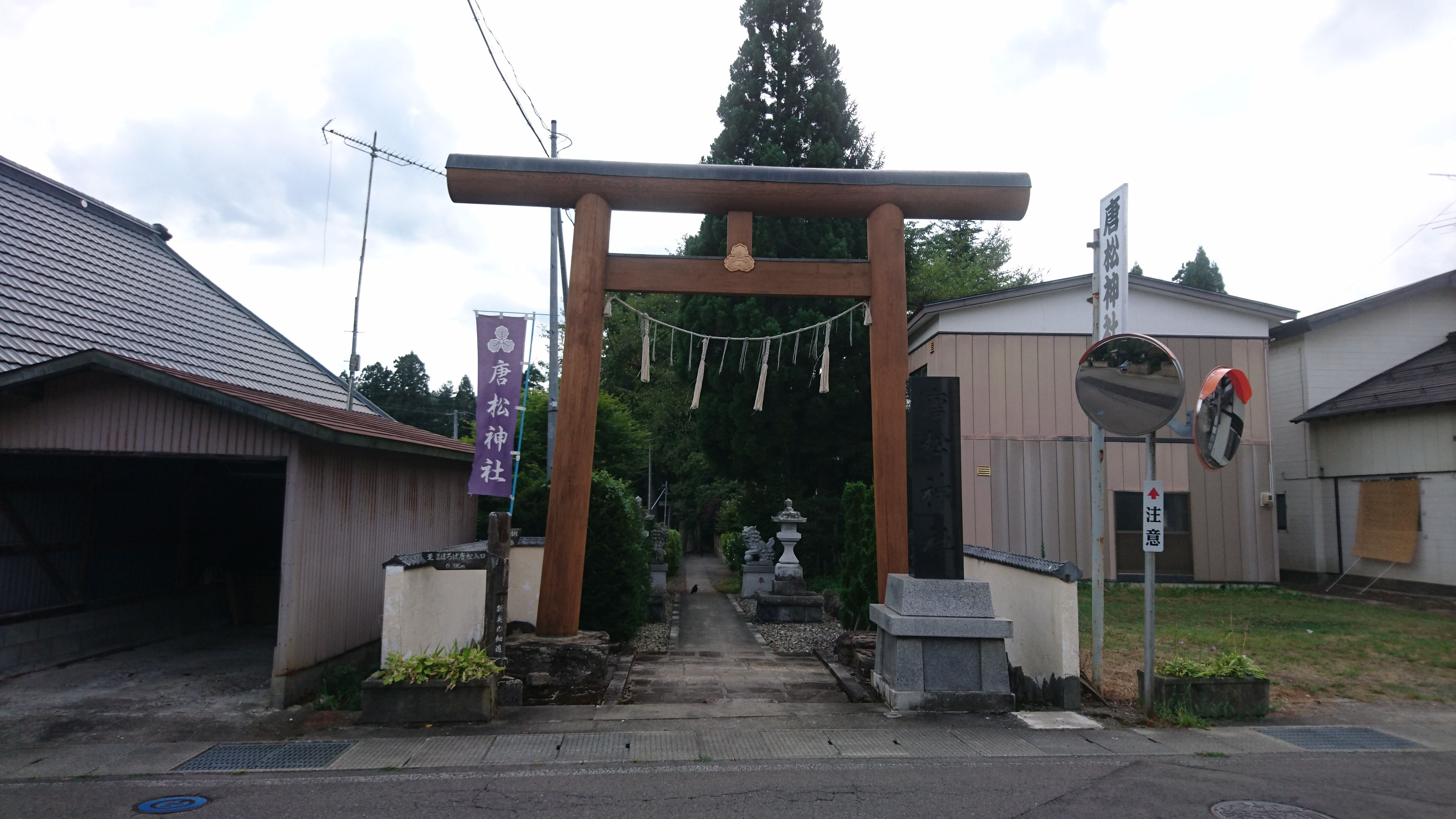
唐松神社 一の鳥居
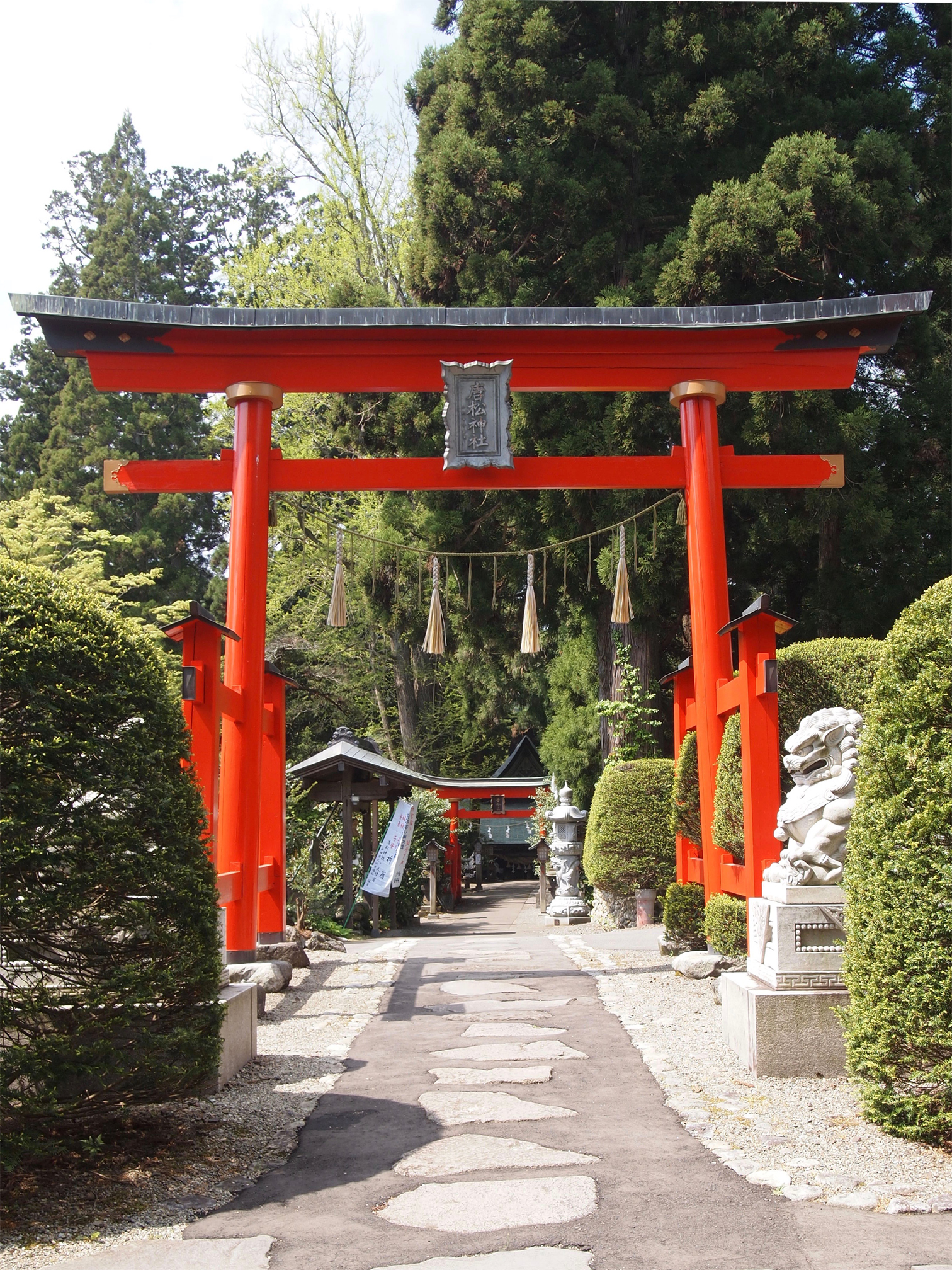
唐松神社 二の鳥居
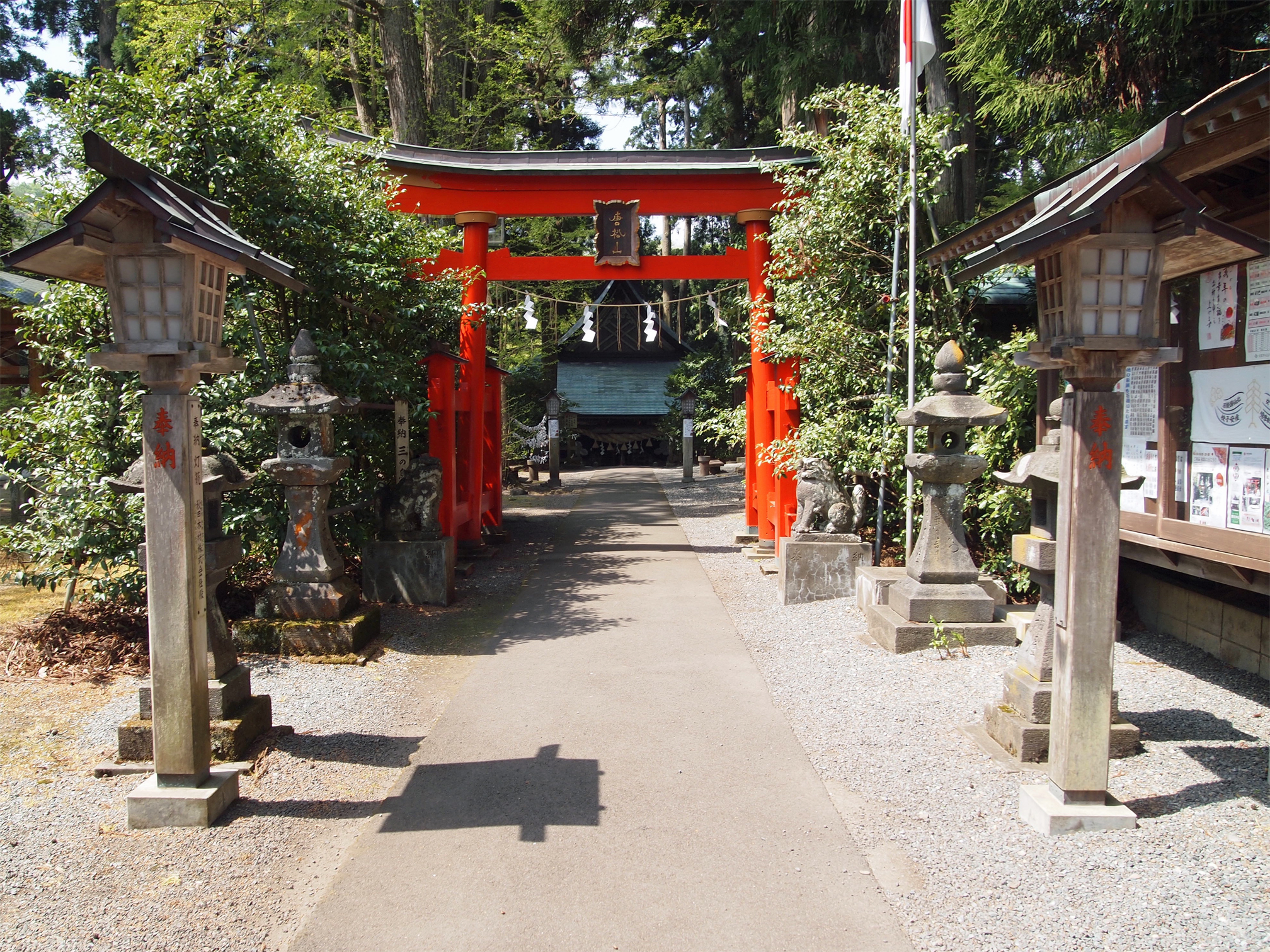
唐松神社 三の鳥居
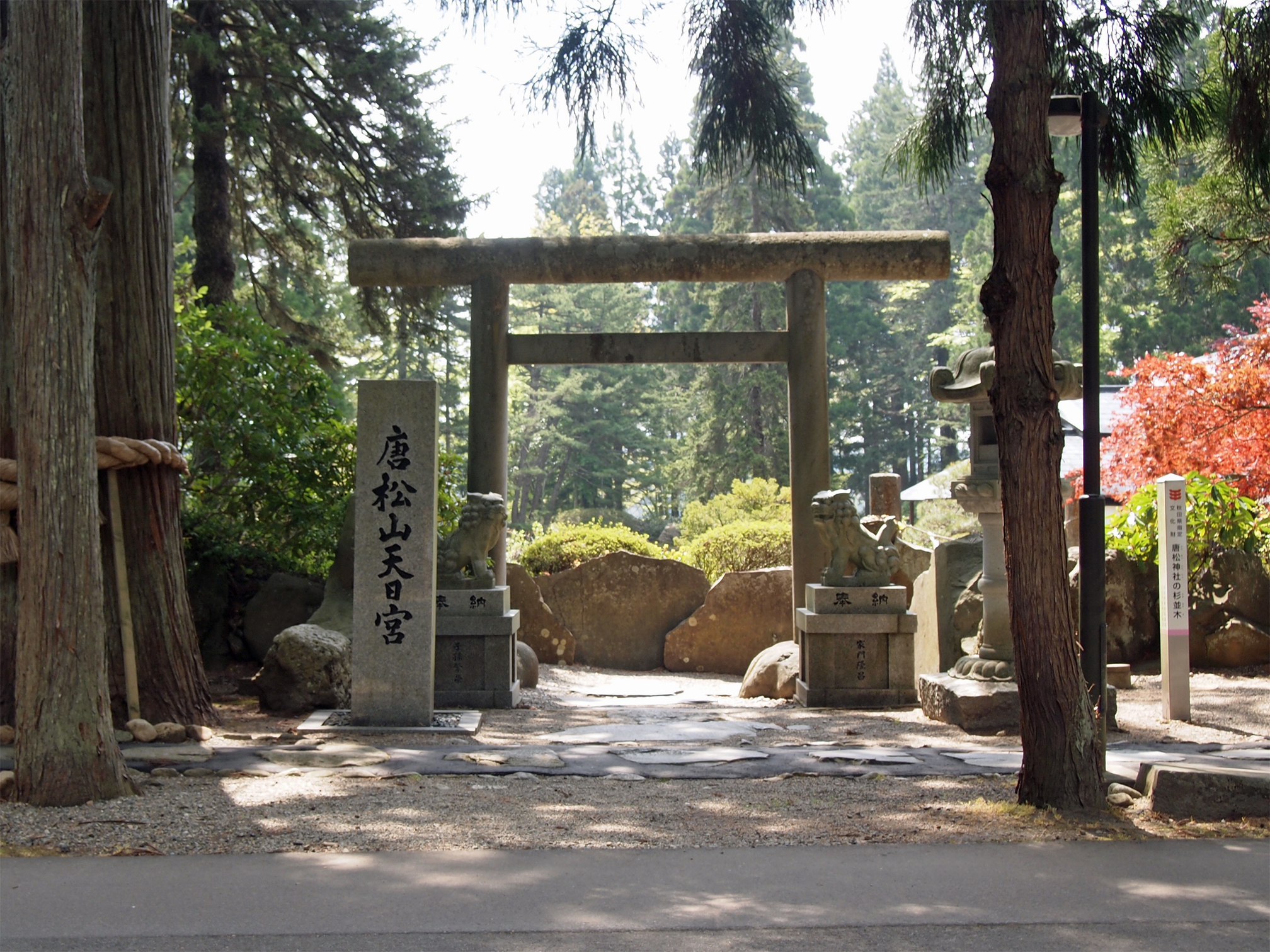
唐松山天日宮 鳥居
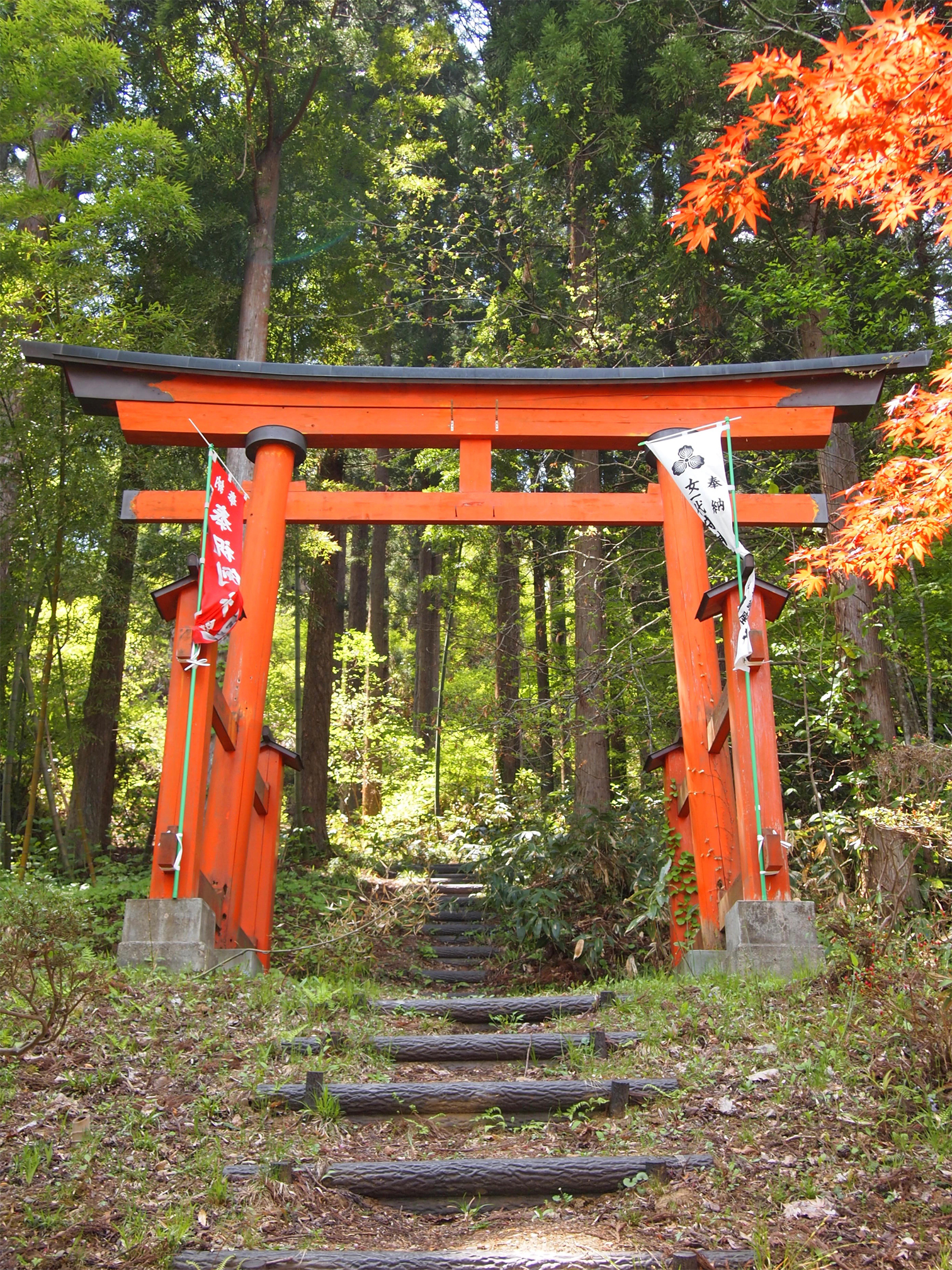
唐松神社元宮鳥居
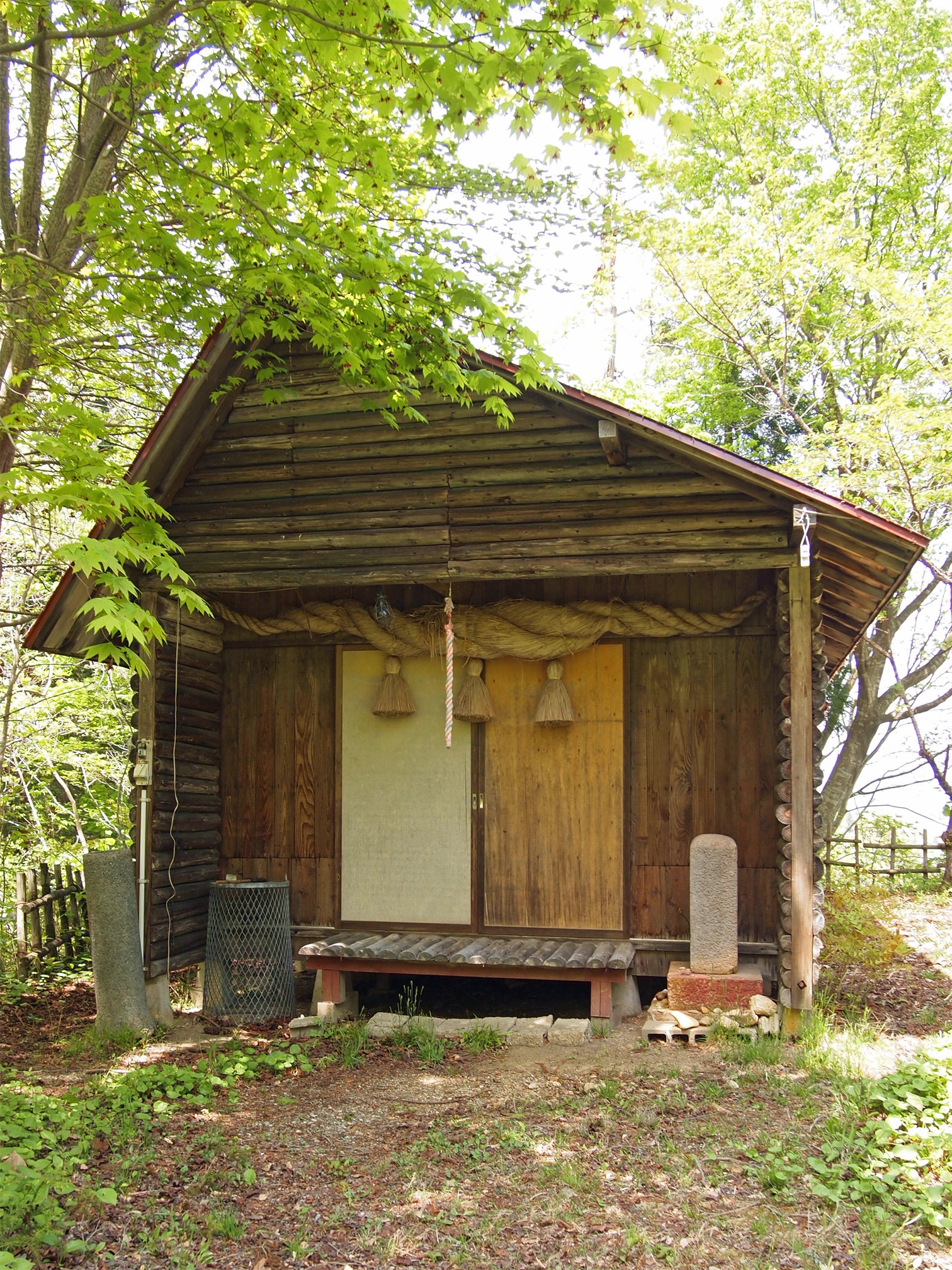
唐松神社元宮
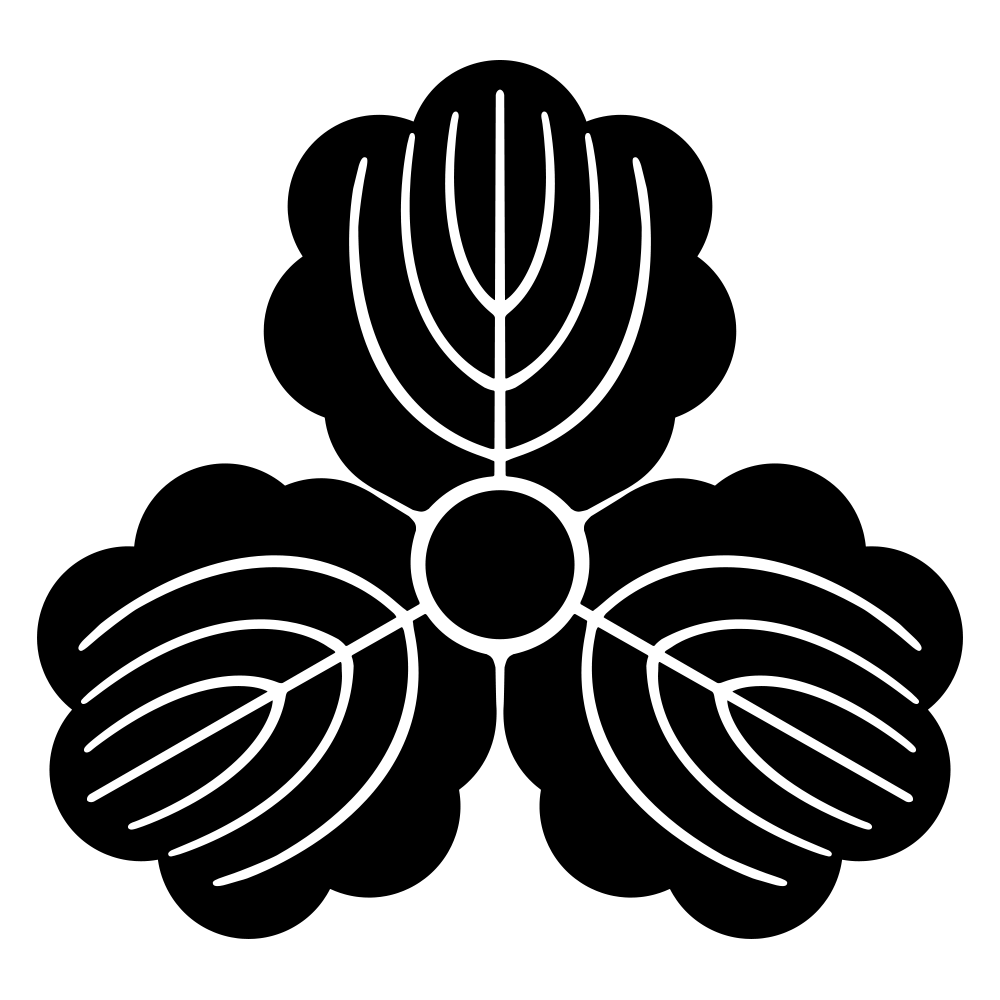
みつかしわ 三つ柏（神紋）